# 배잘록침개미아과

배잘록침개미아과는 개미과에 속하는 개미의 아과이다.
배잘록침개미아과의 개미들은 복부 말단의 등판에 돌기가 있으며, 이마방패의 앞 가장자리에 이(齒)모양의 돌기가 있다. 또한 이들은 짧고 굵은 더듬이를 지닌다. 이들은 다른 개미 종의 천적이 되기도 한다. 약 200종이 있으며, 대부분 열대에 사는데, 온대인 대한민국에도 몇 종이 현재 살고 있다.